# Glaphyropteridopsis jinfushanensis
Glaphyropteridopsis jinfushanensis là một loài thực vật có mạch trong họ Thelypteridaceae. Loài này được Ching ex Y.X. Ling mô tả khoa học đầu tiên năm 1999.